# Georges-Joseph Bekker
Pour les articles homonymes, voir Bekker.
Georges-Joseph Bekker, né le 22 décembre 1792 à Walldürn, électorat de Mayence et mort à Liège le 27 avril 1837, est un philologue, helléniste et latiniste, qui est professeur et bibliothécaire à l'université d'État de Louvain puis à l'université d'État de Liège. Il est membre de l’Institut royal des Pays-Bas et depuis 1834 membre de la classe des lettres de l'Académie royale de Bruxelles. 

## Sa vie
Après avoir étudié à l'université de Heidelberg, où il suivit les cours de Frédéric Creuzer, il fut sollicité par le gouvernement du royaume uni des Pays-Bas pour venir enseigner à la nouvelle université d'État de Louvain qui venait d'être fondée en 1817.
Il introduisit dans cette université le système allemand des exercices pratiques dans des séminaires de philologie classique.
Il fit renaître les études philologiques longtemps négligées, et forma toute une génération de philologues qui essaimèrent ensuite en Belgique.
En 1835, à la suite de la suppression de l'université d'État de Louvain le gouvernement belge le nomma à l'université de Liège dont il devint recteur pour les années 1835-1836.
Mais une grave maladie, suivie de cécité l'emporta le 27 avril 1837.

## Publications
- Specimen variarum lectionum et obsservationum in Philostrati vitae Apollonii lib. I, edidit et schol. mst. adjecit. Acced. Fr. Creuzeri annott. Heidelberg, 1818, in-8°.
- Oratio de lectione Auctorum Graecorum eloquentiae politicae et forensis duce ac magistra. Lovanii, 1823.
- Rudimenta linguæ Hebraïcae, ad usum alumnorum collegii philosophici, Lovanii, 1826, in-8°.
- Isocratis oratio ad Demonicum,. Accedunt index, graeco-latinus, Lovanii, 1827, in-8°.
- Odyssea mikra. Odyssea. Homeri rhapsodiae VI. notis et indicibus instructae, Lovanii,1829, 8°.